# 砂川禎一郎
砂川 禎一郎（すながわ ていいちろう、1981年9月24日 - ）は、日本の俳優、お笑い芸人。本名の漢字表記は同じだが、苗字の読みは「すなかわ」である。神奈川県出身。ワタナベエンターテインメント所属。法政大学卒。身長170cm、体重61kg。
コントユニット夜ふかしの会のメンバーとして活動している。

## 出演
単独での出演を記載。メンバーとしての出演は夜ふかしの会を参照。

### テレビ

#### 過去のレギュラー番組
- ファイト！川崎フロンターレ（tvk）
- NETWORK　LIVE（TOKYO MX）

#### 他出演
- 芸能★BANG!（日本テレビ、2012年4月24日）
- 金曜ロードショー 最高のおもてなし（日本テレビ、2014年2月28日） - ホテルマン 役
- 金曜ロードショー 結婚に一番近くて遠い女（日本テレビ、2015年3月6日） - 新郎 役
- 痛快TV スカッとジャパン（フジテレビ、2016年4月25日）
  - 「天使の一言スカッと」に出演。
- ネタパレ（フジテレビ、2017年4月14日、4月28日） - 会社員 役

### ラジオ
- 浅沼晋太郎・鷲崎健の「思春期が終わりません」（響 HiBiKi Radio Station→文化放送 超!A&G+）
  - 作家として不定期出演。

### CM
- 麒麟淡麗〈生〉「サッカーの興奮の、よろこび」編

### 舞台
- パインソー 10th れんぞくきかく「NamuH ナムー」（2015年3月18日 - 3月21日）
- パインソー 11th まなつのれんぞくきかく2015「フリッピング」（2015年7月25日 - 8月2日）
  - 7月26日 - 7月27日にゲスト出演。
- パインソー 12th れんぞくきかくとうきょう2016「miLE」（2016年1月28日 - 1月31日）
  - 第一話（11日、13日、15日）に出演。
- AD-LIVE 2017（2017年9月9日 - 9月10日、9月16日 - 9月17日、10月14日 - 10月15日）
  - 彩-LIVEメンバーとして出演。
- AD-LIVE 2018（2018年9月15日 - 16日、10月6日 - 7日）
  - 彩-LIVEメンバーとして出演。
- KOYAMA SONIC 2018「パラダイス銀河」（2018年12月27日 - 12月30日）
- AD-LIVE 2022
  - 彩-LIVEメンバーとして全公演出演。
- MASHIKAKU CONTE LIVE「HI-STANDARD」（2023年1月、博品館劇場）
- 劇団しようよ「歌舞伎町ノート」（2024年8月8日 - 11日）[1]
- 超ハジケステージ⭐︎ボボボーボ・ボーボボ（2024年10月23日−10月31日、シアター10101010）つけもの役
- 思春期が終わりません！！10周年記念舞台「銀河鉄道の朝」（2024年12月19日−12月22日、 シアターグリーン BIG TREE THEATER）　常陸星彦役

### その他出演
- ご当地楽しみ隊（2008年 - ）
  - YouTubeにて配信されている、インターネットテレビ番組。旅バラエティー番組で、芸人、役者、作家の4人が全国各地のご当地に出向き、そのご当地を誰よりも、全力でゆる〜く楽しむ。その土地を活かしたご当地ゲームや罰ゲームを独自で作り、その土地を楽しむ。
- 東京ネーミング協会（2013年2月 - 2018年11月24日）
  - 阿佐ヶ谷ロフトAにて行われているトークライブ。2回目からオールナイトで開催される。
  - 概要は『世の中に溢れる「見た事はあるけど名前は知らないアレ」に名前を勝手に付ける団体。それ以外にも、何でもない写真や有無名の絵画、さらには日常生活で起こる現象などにも協会員達の独断と偏見で勝手に名前を付けたりする。』
- しっぽりひろば 〜しゃべるサカナ〜（2012年9月3日 - ）
  - Ustreamにて配信している、夜ふかしの会・砂川と構成作家・すごいエリザベスの配信番組。以前は月1回の配信だったが、今は不定期配信となっている。
  - 番組概要は『カラオケスナック「しっぽりひろば」を舞台に、ネタにうえたサカナたちが、時事ネタ、趣味、そしてリスナーとのやりとりを中心にお届けする、ラジオのように“〜しながら”でもイケる生トーク番組』
- Web 複々線化事業PR動画「HELLO NEW ODAKYU!」第1弾「複々線完成への想い」篇（2016年）
- Web 複々線化事業PR動画「HELLO NEW ODAKYU!」第2弾「快適になる」篇、第3弾「早く・便利になる」篇（2017年）
- mjbコントライブ「mix! jam! blend! assemble!」（2021年11月13日、14日、アトリエファンファーレ高円寺）[2]
- mjbコントライブ「Re:mix!jam!blend!」（2022年11月10日 - 13日（予定）、DDD青山クロスシアター）[3]